# Ambassade de Yougoslavie en France
L'ambassade de Yougoslavie en France était la représentation diplomatique de la Yougoslavie auprès de la République française, jusqu'à la dislocation de la Yougoslavie en 2003. Elle était située 54 rue de la Faisanderie, dans le 16e arrondissement de Paris, la capitale du pays.

## Histoire

### Chancellerie
La chancellerie de l'ambassade était située 54 rue de la Faisanderie, dans le 16e arrondissement de Paris.

### Résidence de l'ambassadeur

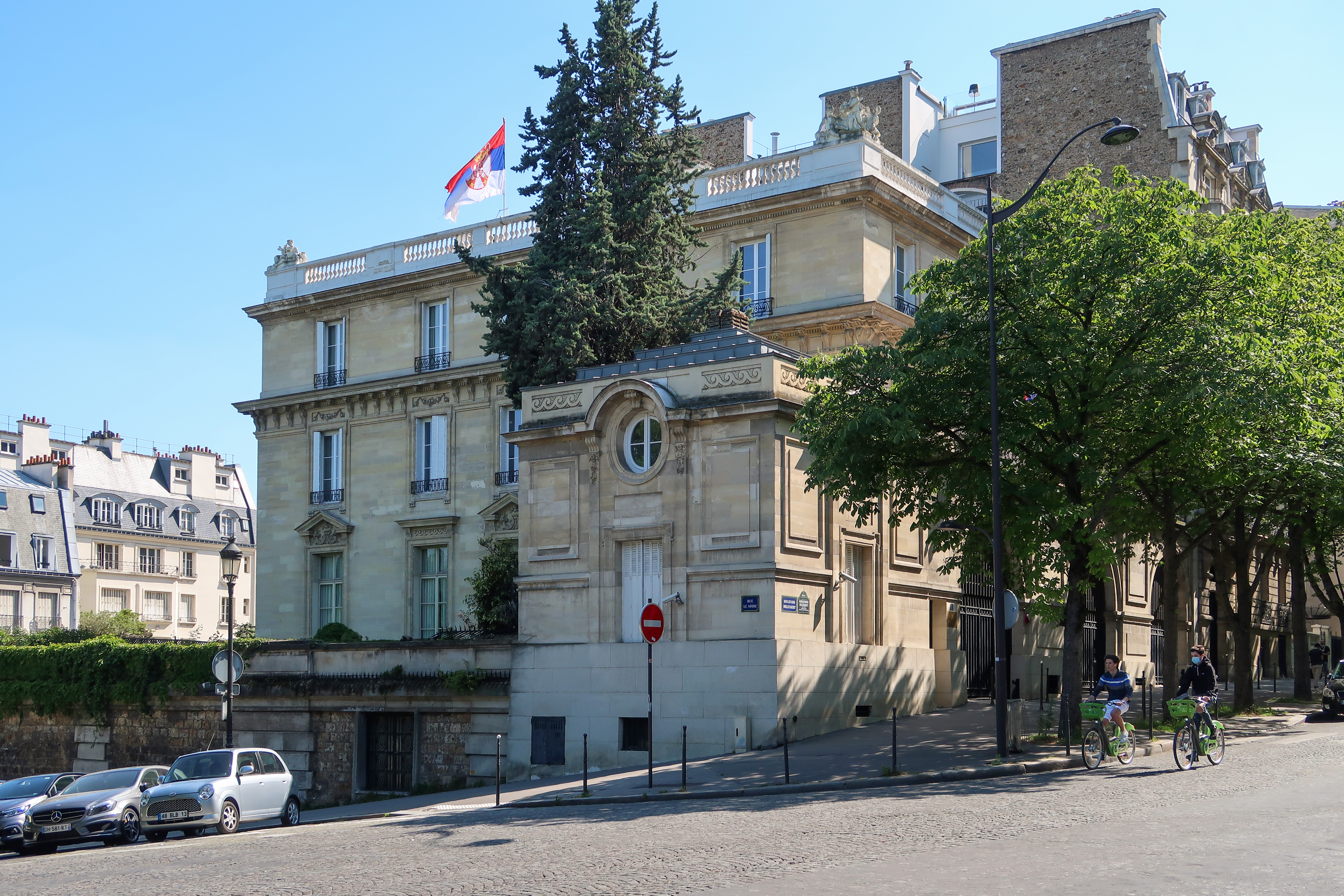
Hôtel de La Trémoille, résidence de l'ambassadeur à partir de 1936.

L'ambassade achète en 1936 l'hôtel de La Trémoille, 1 boulevard Delessert, également dans le 16e arrondissement de Paris, pour en faire la résidence de l'ambassadeur.
Marko Ristić (en), premier ambassadeur de la république fédérative socialiste de Yougoslavie (1945-1951), convia régulièrement dans les salons de la résidence des représentants de l'intelligentsia française de l'après-guerre et ses anciens amis surréalistes : Louis Aragon (avec Elsa Triolet), et Paul Éluard. Depuis l'éclatement de la Yougoslavie dans les années 1990, le bâtiment est la résidence de l'ambassadeur de Serbie.

## Ambassadeurs de Yougoslavie en France
| Date de nomination                                                  | Date de nomination                                                  | Date de remise des lettres de créance                               | Date de remise des lettres de créance                               | Diplomate                                                           | Photo                                                               |
| En qualité d'envoyés extraordinaires et ministres plénipotentiaires | En qualité d'envoyés extraordinaires et ministres plénipotentiaires | En qualité d'envoyés extraordinaires et ministres plénipotentiaires | En qualité d'envoyés extraordinaires et ministres plénipotentiaires | En qualité d'envoyés extraordinaires et ministres plénipotentiaires | En qualité d'envoyés extraordinaires et ministres plénipotentiaires |
| ------------------------------------------------------------------- | ------------------------------------------------------------------- | ------------------------------------------------------------------- | ------------------------------------------------------------------- | ------------------------------------------------------------------- | ------------------------------------------------------------------- |
| ?                                                                   |                                                                     | 2 août 1922                                                         | [ JORF 1 ]                                                          | Miroslav Spalajković                                                |                                                                     |
| ?                                                                   |                                                                     | 24 août 1935                                                        | [ JORF 2 ]                                                          | Bojidar Pouritch                                                    |                                                                     |
| En qualité d'ambassadeurs extraordinaires et plénipotentiaires      |                                                                     |                                                                     |                                                                     |                                                                     |                                                                     |
| ?                                                                   |                                                                     | 3 septembre 1945                                                    | [ JORF 3 ]                                                          | Marko Ristić (en)                                                   |                                                                     |
| ?                                                                   |                                                                     | 13 mars 1951                                                        | [ JORF 4 ]                                                          | Srdjan Prica (sr)                                                   |                                                                     |
| ?                                                                   |                                                                     | 26 mai 1955                                                         | [ JORF 5 ]                                                          | Aleš Bebler (sr)                                                    |                                                                     |
| ?                                                                   |                                                                     | 8 novembre 1957                                                     | [ JORF 6 ]                                                          | Radivoj Uvalić (sr)                                                 |                                                                     |
| ?                                                                   |                                                                     | 21 mai 1960                                                         | [ JORF 7 ]                                                          | Darko Černej (sl)                                                   |                                                                     |
| ?                                                                   |                                                                     | 30 août 1962                                                        | [ JORF 8 ]                                                          | Mita Miljković                                                      |                                                                     |
| ?                                                                   |                                                                     | 17 juin 1967                                                        | [ JORF 9 ]                                                          | Ivo Vejvoda (sr)                                                    |                                                                     |
| ?                                                                   |                                                                     | 8 décembre 1971                                                     | [ JORF 10 ]                                                         | Nijaz Dizdarević                                                    |                                                                     |
| ?                                                                   |                                                                     | 23 décembre 1975                                                    | [ JORF 11 ]                                                         | Radomir Radović (sr)                                                |                                                                     |
| ?                                                                   |                                                                     | 20 décembre 1979                                                    | [ JORF 12 ]                                                         | Duško Popovski                                                      |                                                                     |
| ?                                                                   |                                                                     | 11 mai 1984                                                         | [ JORF 13 ]                                                         | Boris Šnuderl (d)                                                   |                                                                     |
| ?                                                                   |                                                                     | 4 mars 1988                                                         | [ JORF 14 ]                                                         | Božidar Gagro (hr)                                                  |                                                                     |
| ?                                                                   |                                                                     | 21 mars 1996                                                        | [ JORF 15 ]                                                         | Bogdan Trifunović (sr)                                              |                                                                     |
| ?                                                                   |                                                                     | 2 février 2001                                                      | [ JORF 16 ]                                                         | Radomir Diklić                                                      |                                                                     |

## Consulats
Autres
- Centre culturel de Yougoslavie, au 123, rue Saint-Martin, dans le 4e arrondissement de Paris, aujourd'hui centre culturel de Serbie.